# Grah (priimek)
Grah je priimek v Sloveniji, ki ga je po podatkih Statističnega urada Republike Slovenije na dan 1. januarja 2010 uporabljalo 663 oseb in je med vsemi priimki po pogostosti uporabe uvrščen na 366. mesto.

## Znani nosilci priimka
- Andrej Grah Whatmough, pravnik, direktor RTVS
- Drago Grah (1937—1980), germanist, pisatelj in prevajalec
- Jože Grah (*1941), gospodarstvenik
- Jožef Grah, policist in veteran vojne za Slovenijo
- Käthe Grah (*1936), jezikoslovka-germanistka, politologinja, lektorica, prevajalka
- Matija Grah, novinar, urednik
- Stane Grah (*1946), novinar, urednik